# Revolution Radio
Revolution Radio är Green Days tolfte studioalbum, släppt den 7 oktober 2016 av skivbolaget Reprise Records.

## Låtlista
All sångtext är skriven av Billie Joe Armstrong, om inget annat anges, alla låtar är komponerade av Green Day, om inget annat anges.
| 1. | Somewhere Now                            | 4:08 |
| 2. | Bang Bang                                | 3:25 |
| 3. | Revolution Radio                         | 3:00 |
| 4. | Say Goodbye                              | 3:39 |
| 5. | Outlaws (musik: Green Day, Jon Fratelli) | 5:02 |
| 6. | Bouncing Off the Wall                    | 2:40 |

| 7.           | Still Breathing (musik: Green Day och Luke Spiller) | 3:44  |
| 8.           | Youngblood                                          | 2:32  |
| 9.           | Too Dumb to Die                                     | 3:23  |
| 10.          | Troubled Times                                      | 3:04  |
| 11.          | Forever Now                                         | 6:52  |
| 12.          | Ordinary World                                      | 3:00  |
| Total längd: | Total längd:                                        | 44:29 |